# Чемпионат мира по шорт-треку 1979
Чемпионат мира по шорт-треку 1979 года проходил 7-8 апреля в Квебеке (Канада).

## Общий медальный зачёт
| Место         | Страна         | Золото | Серебро | Бронза | Всего |
| ------------- | -------------- | ------ | ------- | ------ | ----- |
| 1             | Канада         | 6      | 6       | 6      | 18    |
| 2             | Япония         | 3      | 1       | 2      | 6     |
| 3             | Австралия      | 1      | 1       | 0      | 2     |
| 4             | США            | 0      | 2       | 1      | 3     |
| 5             | Великобритания | 0      | 0       | 1      | 1     |
| Всего медалей | Всего медалей  | 10     | 10      | 10     | 30    |

## Медалисты

### Мужчины
| Дисциплина       | Золото                                                           | Серебро                                                                | Бронза                                                                            |
| ---------------- | ---------------------------------------------------------------- | ---------------------------------------------------------------------- | --------------------------------------------------------------------------------- |
| Многоборье       | Хироси Тода Япония                                               | Луи Бариль Канада                                                      | Ник Томец США                                                                     |
| 500 м            | Джеймс Линч Австралия                                            | Луи Гренье Канада                                                      | Луи Бариль Канада                                                                 |
| 1000 м           | Луи Бариль Канада                                                | Хироси Тода Япония                                                     | Гаэтан Буше Канада                                                                |
| 1500 м           | Хироси Тода Япония                                               | Ник Томец США                                                          | Луи Бариль Канада                                                                 |
| 3000 м           | Хироси Тода Япония                                               | Ник Томец США                                                          | Гаэтан Буше Канада                                                                |
| Эстафета, 5000 м | Канада Бенуа Бариль Гаэтан Буше Луи Бариль Луи Гренье Жан Пишетт | Австралия Майкл Ричмонд Джеймс Линч Родни Бейтс Шейн Уоррен Майкл Хирн | Великобритания Алан Люк Джеффри Стокдейл Брайан Картленд Стюарт Пасс Гарри Спрэгг |

Майкл Хиарн

### Женщины
| Дисциплина       | Золото                                                                           | Серебро                                                           | Бронза                                                            |
| ---------------- | -------------------------------------------------------------------------------- | ----------------------------------------------------------------- | ----------------------------------------------------------------- |
| Многоборье       | Сильви Дэгль Канада                                                              | Кэти Тернбулл Канада                                              | Миёси Като Япония                                                 |
| 500 м            | Сильви Дэгль Канада                                                              | Кэти Тернбулл Канада                                              | Анн Жирар Канада                                                  |
| 1000 м           | Кэти Тернбулл Канада                                                             | Сильви Дэгль Канада                                               | Бренда Уэбстер Канада                                             |
| 1500 м           | Миёси Като Япония                                                                | Кэти Тернбулл Канада                                              | Сильви Дэгль Канада                                               |
| 3000 м           | Миёси Като Япония                                                                | Сильви Дэгль Канада                                               | Кэти Тернбулл Канада                                              |
| Эстафета, 3000 м | Канада · Кэти Тернбулл · Энн Жирар · Бренда Уэбстер · Сильви Дэгль · Люси Ганьон | США · Доротея Бойс · Кэти Тернер · Пегги Хартрич · Маргарет Бернс | Япония · Мияко Касахара · Сейко Мизутани · Мика Като · Миёси Като |